# Pipilo angelensis
Pipilo angelensis är en utdöd fågel i familjen trupialer inom ordningen tättingar som förekom under sen pleistocen eller tidig holocen i Nordamerika. Den beskrevs 1947 utifrån fossila lämningar funna i Rancho La Brea i Kalifornien, USA. Fynden anses vara mellan 10.000 och 40.000 år gamla.